# Håkon Austbø
Håkon Austbø est un pianiste norvégien né le 22 octobre 1948 à Kongsberg.

## Biographie
Il étudie le piano en Norvège et joue son premier récital à Oslo en 1964. Il étudie ensuite au Conservatoire de musique de Paris. Il obtient le premier prix du Concours international pour la musique contemporaine Olivier Messiaen en 1971. Il poursuit ses études à la Juilliard School de New York et à la Hochschule de Munich.
Installé aux Pays-Bas, il mène une carrière de soliste et enregistre de nombreux disques, en particulier des œuvres de Johannes Brahms, Edvard Grieg, Leoš Janáček, Claude Debussy, Erik Satie, Alexandre Scriabine, Olivier Messiaen.
Depuis 2007, il enseigne à l'université de Stavanger.

## Récompenses et distinctions
Il a reçu le Spellemannprisen en 1989 (catégorie musique classique), en 1991 avec Truls Mørk (catégorie musique de chambre) et en 1994 (catégorie musique classique).
Il a reçu en 1998 le Prix Edison pour son enregistrement du Catalogue d'oiseaux de Messiaen. 
En 2003, il reçoit le Prix Grieg décerné par le Musée Grieg en Norvège.
En 2013, il est fait chevalier de l'Ordre des Arts et des Lettres.

## Principaux enregistrements
- (Avec Claude Helffer) Claude Debussy, Œuvres pour deux pianos à quatre mains, Harmonia Mundi (1973)
- Alexandre Scriabine, Piano Sonatas (complete), Simax (1990)
- (Avec Truls Mørk) César Franck, Ernest Chausson, Claude Debussy, Francis Poulenc, Sonatas, Simax (1993)
- Olivier Messiaen, Catalogue d'oiseaux, Naxos (1996)
- Edvard Grieg, Lyrische Stücke (complete), Brilliant (2001)
- Johannes Brahms, Klavierstücke, Brilliant (2002)
- Leoš Janáček, Piano Works (complete), Brilliant (2004)
- Claude Debussy, Complete Work for Piano Solo, Simax (2004-2007)
- Norwegian Imperatives, Aurora (2009)
- Pierre Boulez, Troisième Sonate, Elliott Carter, Night Fantasies, Asbjørn Schaathun, Adagio & Allegro, Simax (2011)
- Frédéric Chopin, Chopin Now, Simax (2015)